# 校对符号
校對符號是一種排版校正用的符號，是編輯、設計、排版人員的共通語言。用於修正闕漏字、多餘字、字體大小以及排版、空格、位置等的錯誤。另外，生活中也會常用其中一些的校對符號，例如脫字符"^"，以減少麻煩。

## 外部連結
- PROOFREADERS' MARKS AND PROOFREADING SYMBOLS （页面存档备份，存于）（英文）
- Proofreader’s Marks and Editing Guidelines （页面存档备份，存于）（英文）